# Raymond Harrison
Raymond Harrison   (Northolt, 4 d'agost de 1929 - 2000) va ser un tirador d'esgrima anglès, especialista en espasa, que va competir durant la dècada de 1950.
El 1952 va prendre part en els Jocs Olímpics d'Estiu de Hèlsinki, on quedà eliminat en sèries en la competició d'espasa per equips del programa d'esgrima. Vuit anys més tard, als Jocs de Roma, va guanyar la medalla de plata en la competició d'espasa per equips del programa d'esgrima.
En el seu palmarès també destaca una medalla de bronze al Campionat del Món d'esgrima de 1957 i el campionat nacional britànic de 1955.